# محمد الشاذلي النيفر
محمد الشاذلي النيفر  ولد في 1911 في تونس العاصمة وتوفي في 1997 في نفس المدينة، هو عالم دين وسياسي تونسي.

## السيرة الذاتية

### الشباب والتكوين
ولد محمد الشاذلي لعائلة النيفر التي تنتمي للعائلات الأرستقراطية في تونس العاصمة، والتي أخرجت العديد من علماء الدين والشيوخ. والده هو صادق النيفر، أحد قضاة مدينة تونس، وجده من والده هو شيخ الإسلام محمد الطاهر النيفر. والدته هي شريفة، ابنة محمد عزوز الوكيل، مدير إحدى الزوايا التي تنحدر من الولي الصالح سيدي علي عزوز. تزوج محمد الشاذلي النيفر من وسيلة القسطلي، عائلتها من أثرياء تجار الذهب والشاشية.

في شبابه المبكر، حفظ محمد الشاذلي النيفر جزءًا كبيرا من القرآن الكريم وتعلم العربية في البداية عند عائلته ثم في الكُتَّاب (مدرسة قرآنية). التحق بعدها بجامعة الزيتونة سنة 1924 لمواصلة دراسته الثانوية محرزًا شهادة ختم الدروس الثانوية، وهي شهادة تؤهل صاحبها للتدريس بصفة متطوع، ثم التحق بالدراسات العليا وقضى فيها ثلاث سنوات أنهاها بحصوله على الإجازة.

### المسار الأكاديمي والديني
انضم إلى مدرسي جامعة الزيتونة برتبة مدرس معاون في 1934، ثم أصبح مدرسًا من الطبقة الثالثة في 1935، ثم مدرسًا للمالكية من الطبقة الثانية في 1943، ثم مدرسًا من الطبقة الأولى سنة 1953، وإلى جانب دروسه بالجامع الأعظم، كُلّف تدريس العلوم الإسلامية في المدرسة الصادقية ومعهد كارنو. 

بعد الاستقلال عُيّن مدرسًا بالكلية الزيتونية برتبة أستاذ مساعد في 1968)، ثم برتبة أستاذ محاضر سنة 1975، وأخيرا أستاذ في 1981. انتخب عميدًا للكلية الزيتونية للشريعة وأصول الدين لدورتين متتاليتين انتهتا في 1990. 

كان من أنشط الأعضاء العاملين في جمعية الشبان المسلمين التي تولى رئاستها سنة 1936، وأسهم في تأسيس جمعية الزيتونيين في نفس السنة، والشبيبة الزيتونية في 1937، وفي سنواته الأخيرة ركّز نشاطه في رابطة الجمعيات القرآنية. 

تولّى الإمامة والخطابة في جامع باب الأقواس بين 1946 و1997.

### النشاطات الأخرى
كان عضو المجلس التأسيسي لرابطة العالم الإسلامي، ومجمع الفقه التابع لها. 

فاز بعضوية المجلس القومي التأسيسي التونسي 1956، وشارك في وضع دستور 1959. بعدها بسنوات، انتخب في 1981 لعضوية مجلس النواب، وأعيد انتخابه في 1986 وذلك حتى حل المجلس في 1989.

أسهم في تأسيس مجلة الجامعة في 1937، والزيتونة في 1953، كما شارك في تحرير عدة صحف ومجلات، منها: النهضة، الثريا، العمل، الصباخ'، المجلة الزيتونية. 

بلغ ما جمعه من الكتب والمخطوطات 000 12 كتاب مطبوع و800 مخطوط. سافر لعديد الدول الإسلامية، منها المغرب ومصر والسعودية. في 1999، افتتحت مدرسة حملت اسمه في غزة (فلسطين).

## المؤلفات
الشعر
- قصيدة دمعة المقروح، مجلة الجامعة، تونس العاصمة، 1938.
- قصيدة إن الولاء إلى الأمير شعاره، مجلة النهضة، تونس العاصمة، أكتوبر 1943.
- قصيدة أعدها حياة للبلاد ونهضة، مجلة النهضة، تونس العاصمة، 1950.
- قصيدة بغير الدين لا يرجى فلاح، مجلة الهداية (العدد الثالث)، تونس العاصمة، 1978.
- ديوان مخطوط عنوانه «المختار من مختلف الأشعار».

الأدب
- البوصيري: حياته وأدبه ، 1935.
- مختصر تاريخ جامع الزيتونة، 1979.
- شرح همزية البوصيري، 1990.

وشارك في تحقيق الكتب التالية:
- تنبيه الغافلين، أبو الليث السمرقندي، حققه النيفر في 1974.
- عوالي الإمام مالك، الحاكم الكبير، حققه النيفر في 1986.
- المعلم بفوائد مسلم، الإمام المازري، حققه النيفر في 1988 ونشره بيت الحكمة.

؛الأبحاث
له عدد من المقالات والبحوث نشرت في الصحف والمجلات التونسية والأجنبية، وأهمها:
- التجنس بجنسية غير إسلامية، مجلة المجمع الفقهي الإسلامي، العدد الرابع، الصفحات 177-252، سنة 1989.(اقرأ هنا).

## الأوسمة والجوائز
- الصنف الثالث من وسام الجمهورية (تونس).
- الصنف الرابع من وسام الاستقلال (تونس).
- وسام الاستحقاق الثقافي (تونس).
- الوسام العلوي (المغرب).
- الدرجة الأولى من وسام الكفاءة الفكرية (المغرب).
- جائزة بلدية مدينة تونس التقديرية الكبرى للفكر والأدب والفنون في 1984.